# دفاع المنحدر العكسي
الدفاع على المنحدر العكسي هو تكتيك عسكري حيث يتم وضع قوة مدافعة على منحدر أحد المرتفعات مثل التل أو السلسلة الجبلية أو الجبل، على الجانب المقابل للقوة المهاجمة.  يعمل هذا التكتيك على إعاقة قدرة المهاجم على مراقبة مواقع المدافع، ويقلل من فعالية الأسلحة بعيدة المدى التي يمتلكها المهاجم مثل الدبابات والمدفعية.
لا تقوم الوحدة المدافعة عادة بإجراء دفاع منحدر عكسي على طول جبهتها بالكامل، حيث أن وضع القوات على المنحدر الأمامي ضروري للسيطرة على المنطقة أمام التل. ومع ذلك، عندما يكون من المعروف أن قوات العدو تمتلك أسلحة متفوقة في إطلاق النار المباشر أو غير المباشر على المدى الطويل، فإن غالبية القوة المدافعة تستطيع استخدام التل للحد من مراقبة العدو وتقليل فعالية نيران العدو على المدى الطويل. وقد ينجح هذا التكتيك حتى في خداع العدو بشأن الموقع الحقيقي وتنظيم المواقع الدفاعية الرئيسية. عادة، يتم نشر وحدة أصغر حجمًا على المنحدر الأمامي للقيام بالمراقبة وتأخير المهاجمين إذا احتاجت القوة المدافعة إلى نقل قوامها الرئيسي إلى المنحدر الأمامي. وإلا، فعندما يتقدم المهاجم ويمر فوق قمة التل، فقد يتعرض لكمين من النيران قصيرة المدى من المدافع على المنحدر العكسي وربما على المنحدر المضاد (المنحدر الأمامي للتل المواجه للمنحدر العكسي). تكون المركبات القتالية عرضة للخطر عند تسلق التلال، لأن درع بطنها الرقيق قد يكون مكشوفًا للقوات على المنحدر العكسي ولأن أسلحتها قد تفتقر إلى زاوية مناسية للتعامل بشكل فعال مع العدو الموجود أسفل المركبة.

## أمثلة تاريخية

### الحروب النابليونية
كان أشهر مؤيدي هذا التكتيك هو دوق ويلينغتون، الذي استخدمه مرارًا وتكرارًا أثناء الحروب النابليونية لهزيمة المشاة الفرنسيين، كما حدث في معركة واترلو. ومن خلال وضع حاجز بين جيشه وجيش خصمه، وجعل قواته تنتشر، تمكن ويلينغتون من حماية قواته بشكل أفضل من نيران المدفعية الفرنسية وضرب المشاة الفرنسيين المهاجمين من خلال جعل قواته تهجم في اللحظة الأخيرة وتطلق رشقات نارية من البنادق عن قرب. تسلق المشاة الفرنسيون سلسلة من التلال ليجدوها مهجورة ومغطاة بالجثث. فجأة، نهض 1500 من حرس المشاة البريطانيين بقيادة مايتلاند الذين كانوا مختبئين تحت التلال وأطلقوا رشقات نارية من مسافة قريبة، مما أسفر عن مقتل 300 بالرشقة الأولى وحدها، مما أدى إلى إبادة جزء كبير من احتياطي المشاة النخبة لدى نابليون، الحرس الإمبراطوري الذي لم يهزم حتى الآن، تلا ذلك هجوم بريطاني أدى إلى تراجع وانهيار الخطوط الفرنسية، وتحويل مجرى المعركة إلى نصر حاسم للبريطانيين البروسيين وإيذانًا بنهاية الحروب النابليونية. 

### الحرب الأهلية الأمريكية
تشمل أمثلة الدفاع عن المنحدر العكسي خلال الحرب الأهلية الأمريكية دفاع ستونوول جاكسون عن تل هنري هاوس خلال معركة بول ران الأولى (المعروفة أيضًا باسم ماناساس) (1861)، حيث أمر جنوده بالاستلقاء أسفل قمة التل لتجنب مدفعية الاتحاد، والهجوم المضاد الذي شنه وينفيلد سكوت هانكوك ضد جوبال إيرلي في معركة ويليامزبيرغ (1862). كانت معركة غيتيسبيرغ (1863) مثالاً آخر، وخاصة دفاع الاتحاد ضد هجوم بيكيت، والذي تم مساعدته بشكل كبير من خلال المنحدر العكسي الذي حمى وأخفى المشاة وأعدادًا كبيرة من المدافع التي لم يتمكن المهاجمون من رؤيتها بسهولة.

### الحرب العالمية الاولى
استخدمت ألمانيا دفاع المنحدر العكسي على خط هيندنبورغ على الجبهة الغربية خلال الجزء الأخير من الحرب العالمية الأولى. وقد استعدت الأطراف المتحاربة على كلا الجانبين على الجبهة الغربية لحرب استنزاف خاضتها من الخنادق القائمة. لقد تم كسب مساحات من الأراضي أو خسارتها بتكلفة باهظة. لقد تركت سنوات الاستنزاف كلا الجانبين منهكين من حيث القوة البشرية والمواد على طول الجبهة. لقد أدركت ألمانيا هذه المشكلة في وقت مبكر ووضعت عملية ألبيرش كإجابة لها. شملت عملية ألباريش بناء خط جديد وأقصر (خط هيندينبورغ) من التحصينات الدفاعية على طول سلسلة من التلال المرتفعة، وذلك خلال أواخر شتاء عام 1917، باستخدام تقنيات الانحدار العكسي، مع وضع مدافع ضخمة محمية في الخلف بواسطة تضاريس السلسلة، يليه انسحاب استراتيجي من الجبهة الممزقة القائمة إلى مواقع خلف الخط الجديد.

### الحرب العالمية الثانية
بعد الاستيلاء على كارينتان من قبل المظليين الأمريكيين، شنت القوات الألمانية (عناصر من فرقة بانزرجرينادير إس إس السابعة عشر وفوج فولشيرميرجير السادس) هجومًا مضادًا في محاولة لاستعادة هذه المدينة ذات الأهمية الاستراتيجية في 13 يونيو 1944. التقت عناصر من الفرقة المحمولة جواً 101 الأمريكية (فوجي المشاة المظليين 502 و506) بالعدو المتقدم جنوب غرب كارينتان في معركة بلودي جولش.
لقد وفرت التضاريس للأميركيين فرصة الدفاع على المنحدر العكسي، واصطفت ثلاث كتائب من فوج المشاة 506 على طول التحوطات في أسفل التل 30. كانت القوات الأمريكية أقل عددًا، وكانت تتعرض لنيران الدبابات والمدافع الهجومية، لكن الميلان المعاكس مكنهم من توجيه كل قوتهم النارية نحو الألمان عندما ظهروا فوق قمة التل. على الرغم من أنهم كانوا على وشك الهزيمة، إلا أن موقعهم أعطاهم ميزة كافية للاحتفاظ بأرضهم حتى تم استبدالهم بالفرقة المدرعة الثانية الأمريكية. 
كانت الدفاعات ذات المنحدر العكسي تحظى بشعبية كبيرة لدى اليابانيين أثناء الحملات على الجزر في مسرح المحيط الهادئ. دفع التفوق الأمريكي في الدعم البحري المدفعي اليابانيين إلى الاحتماء على المنحدرات العكسية حتى يتمكنوا من الاشتباك مع القوات الأمريكية عن قرب.

### أمثلة أخرى
- في معركة لونج تان عام 1966.
- معركة تل المخافي أثناء حرب أكتوبر عام 1973
- في معركة وايرلس ريدج عام 1982، تمركزت المواقع الدفاعية الأرجنتينية على المنحدرات الأمامية. عندما احتلت الكتيبة البريطانية الثانية، فوج المظلات، هذه المواقع الأرجنتينية، كانت على منحدر عكسي، محمية من نيران المدفعية الأرجنتينية. [4]
- في معركة 73 شرقًا عام 1991، وصلت دبابات الإبرامز التابعة لفرقة النسر بقيادة الكابتن ماكماستر إلى قمة تل وفاجأت كتيبة دبابات عراقية متمركزة في دفاع منحدر عكسي على 70 شرقًا. اشتبكوا على الفور مع الدبابات العراقية ودمروا الكتيبة.

## روابط خارجية
- "الدفاع عن المنحدر العكسي" - globalsecurity.org
- "اعتبارات التضاريس في الدفاع" - fas.org
- "طرق استخدام الدبابات مع المشاة" (انظر القسم 11، "الدبابات مع المشاة") - lonesentry.com